# بحران کنگو
بحران کنگو (به فرانسوی: Crise congolaise‎) یک دوره بحران و جنگ در جمهوری کنگو (امروز جمهوری دموکراتیک کنگو)  بین سالهای ۱۹۶۰ و ۱۹۶۵ بود. این بحران تقریباً بلافاصله پس از استقلال کنگو از بلژیک آغاز شد و به‌طور غیررسمی تمام کشور تحت حاکمیت موبوتو سسه سوکو پایان یافت. بحران کنگو که یک سری از درگیریهای داخلی را تشکیل می‌داد ، درگیری نیابتی در جنگ سرد بود که در آن اتحاد جماهیر شوروی و ایالات متحده از جناح‌های مخالف حمایت می‌کردند. اعتقاد بر این است که حدود ۱۰۰۰۰۰ نفر در جریان بحران کشته شده‌اند.